# White Supremacy
Als White Supremacy [waɪt səˈprɛməsi] (englisch für „weiße Vorherrschaft“, „Überlegenheit der Weißen“) werden im englischsprachigen Raum rassistische Ideologien bezeichnet, welche auf der Annahme beruhen, dass Menschen mit europäischen Vorfahren – Weiße genannt – anderen Menschen prinzipiell überlegen seien und ihre privilegierte Stellung daher gewährleistet werden müsse. Der Ausdruck dient als Sammelbezeichnung für eine Vielzahl rassistisch ideologischer Systeme, die das überholte Konzept der „Menschenrassen“ zugrunde legen, darunter auch die nationalsozialistische Rassenlehre und die Rassenideologie im südafrikanischen Apartheid-Regime. 
Darüber hinaus schließt der Begriff White Supremacy auch Ideologien ein, die in englischsprachigen Ländern wie den Vereinigten Staaten noch heute verbreitet sind, z. B. die Alt-Right. Viele amerikanische Historiker und Politologen bevorzugen den Ausdruck „White Supremacy“ gegenüber dem weniger präzisen Ausdruck „Rassismus“, weil er erstens explizit benennt, von welcher Personengruppe diese Ideologien ausgehen, und weil er zweitens klar herausstellt, dass es dabei um Macht und Herrschaft geht und nicht nur um Uneindeutiges wie etwa Einstellungen oder Vorurteile.
In der Critical Race Theory wird der Begriff White Supremacy auch als Beschreibung für ein politisches, kulturelles und soziales System genutzt, in dem Weiße wirtschaftliche Ressourcen und Macht kontrollieren würden (vgl. systemischer Rassismus) und Nicht-Weiße von alltäglichen Rassismuserfahrungen betroffen seien.

## White Supremacy in den Vereinigten Staaten

### Während der Sklaverei
Die Ursprünge der White-Supremacy-Ideologie in den Vereinigten Staaten liegen in der Sklaverei bis zum Ende des Sezessionskriegs. Während die Pflanzer eine auf der Arbeitskraft afroamerikanischer Sklaven basierende Plantagenökonomie errichteten, durch die sie wohlhabend und politisch mächtig wurden, bauten sie ein Gedankensystem aus, das ihre Macht auch ideologisch rechtfertigte. Der US-Historiker Ira Berlin schrieb, dieses ideologische System habe in seiner Hochblüte nicht nur das Verhältnis zwischen Schwarzen und Weißen definiert, sondern menschliche Beziehungen generell auf ein Herrschafts-Unterwerfungs-Verhältnis zurückgeführt, zum Beispiel die Beziehung zwischen Eltern und Kindern, Männern und Frauen, Arbeitgebern und Arbeitnehmern.
Die Pflanzer betrachteten sich nicht nur als Herren ihrer Sklaven und Bediensteten, sondern entwickelten die Ideologie einer paternalistischen Gesellschaft, in der alle sozialen Beziehungen durch Differenz und Autorität definiert und in der sie selbst die Beweger aller Dinge waren. Ihren Anspruch auf bedingungslosen Gehorsam leiteten sie daraus ab, dass sie sich als wohlwollende Patres familias verstanden, die an ihrer erweiterten „Familie“, zu der sie auch ihre Sklaven zählten, väterlichen Anteil nahmen, ihnen monatliche „Rationen“ zuwiesen und zu Weihnachten Geschenke machten. Die Plantage erschien in diesem Konstrukt als ein kollektives Unternehmen, in dem Herr und Sklaven zum beiderseitigen Vorteil miteinander verbunden waren.
Die Begrifflichkeit der Familie hielt nur langsam Einzug in die Ideologie der Sklavenhalter. In der frühen Kolonialzeit empfanden die Pflanzer ihre Sklaven nämlich noch keineswegs als ihre „Kinder“, sondern als unverzichtbare, aber schwierige Arbeitskräfte, die sich ihnen jederzeit zu widersetzen drohten. Im Verlauf der nächsten 200 Jahre entstand das Stereotyp des ewig unreifen, ewig heranwachsenden Sklaven, dessen Kindheit bis ins Alter hinein reichte. Ihre Vollform und ihre größte Bedeutung erreichte diese Ideologie Mitte des 19. Jahrhunderts, als die Institution der Sklaverei von innen heraus brüchig zu werden begann und von außen durch den Abolitionismus bedroht war.
Mit der Realität der Plantagen hatte diese Ideologie meist nichts zu tun. Dort wurde die Disziplin weiterhin mit der Peitsche durchgesetzt. Auch die Sklaven ließen niemals nach, sich dem Arbeitsregime zu widersetzen, sich krankzustellen, die Arbeit zu sabotieren, Werkzeug zu zerstören, Arbeitstiere zu verletzen oder zu fliehen. Oftmals diente diese Ideologie auch dazu, dass Pflanzer sich in die Angelegenheiten ihrer Sklaven bis in die intimsten Bereiche hinein einmischten und mit dem Anspruch, deren Lebensbedingungen zu verbessern, versuchten, die Wohnverhältnisse, die Ernährung, die Lebensweise, die familiären Beziehungen und das religiöse Leben ihrer Sklaven zu kontrollieren.

### Nach der Abschaffung der Sklaverei

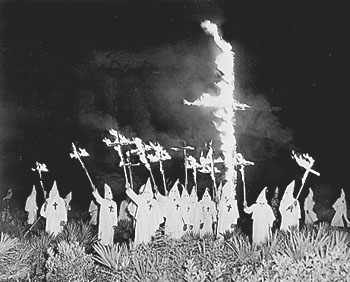
Ku-Klux-Klan-Treffen in Gainesville am 31. Dezember 1922

1865 (als der Sezessionskrieg endete und die Sklaverei endgültig abgeschafft wurde) entstand der Ku-Klux-Klan, der eine Gleichstellung der nunmehr freien Afroamerikaner mit den Mitteln des Terrors zu verhindern suchte und sich für eine Rassentrennung einsetzte.
Enge Beziehungen zur White-Supremacy-Ideologie bestehen auch in manchen kleinen amerikanischen Glaubensgemeinschaften, besonders in der Christian-Identity-Bewegung, die die angelsächsische bzw. nordische „Rasse“ als „Gottes auserwähltes Volk“ betrachtet und deren Mitglieder seit 1984 mehrfach durch rassistische und antisemitische Gewaltakte in Erscheinung getreten sind. Das 1973 gegründete Creativity Movement fordert eine „weiße Religion“ und die Ausweisung aller Andersfarbigen aus den USA. Obwohl die Ásatrúar („Odinisten“) die White-Supremacy-Ideologie mehrheitlich verwerfen, bekennt sich ein kleiner Teil der White Supremacists auch zu dieser neuheidnischen Religion.
Eine der ältesten White-Supremacy-Organisationen in den Vereinigten Staaten ist der Pioneer Fund. Er wurde am 11. März 1937 von Wickcliffe Preston Draper gegründet. Draper glaubte, Schwarze seien anderen „Rassen“ genetisch unterlegen, und forderte, Afro-Amerikaner nach Afrika auszusiedeln. Der erste Präsident des Pioneer Fund war Harry Laughlin, Autor des Buches Eugenical Sterilization in the United States (dt. „Eugenische Sterilisation in den Vereinigten Staaten“). Laughlin und der zweite Präsident der Organisation, Frederick Osborn, waren in die Eugenikprogramme der Nationalsozialisten in den späten 1930er Jahren verstrickt. Von 1958 bis 2002 war Drapers Anwalt Harry F. Weyer Präsident des Pioneer Fund, 2002 übernahm John Philippe Rushton diese Position. Der Pioneer Fund hat Forschungen finanziert, die die These einer white supremacy stützen sollen. William Bradford Shockley, der der Ansicht war, dass Schwarze genetisch bedingt weniger intelligent seien als Weiße, erhielt finanzielle Mittel in Höhe von mindestens 170.000 $ für seine Forschung. Darüber hinaus wurde auch Rushton selbst finanziell bei seiner Forschung über die intellektuellen Fähigkeiten verschiedener „Rassen“ unterstützt. Der Pioneer Fund war nach Angaben des Southern Poverty Law Center 2013 noch aktiv.
Der Gründer der American Nazi Party, George Lincoln Rockwell, schuf in den 1960er Jahren in Anlehnung an den schwarzen Kampfbegriff Black Power das Schlagwort „White Power“, das in der amerikanischen Neonazi- und Skinhead-Szene bis heute verbreitet ist.
Mehrere Rassisten versuchten offenbar, Barack Obama bereits vor der Präsidentschaftswahl am 4. November 2008 zu ermorden.
In amerikanischen Gefängnissen ist die White-Supremacy-Ideologie durch die Aryan Brotherhood sehr präsent, ein Netzwerk krimineller rassistischer Gangs.

## White Supremacy in der Critical Race Theory
In der Critical Race Theory wird der Begriff White Supremacy auch als Beschreibung für ein politisches, kulturelles und soziales System genutzt, in dem Weiße wirtschaftliche Ressourcen und Macht kontrollieren würden (systemischer Rassismus) und Nicht-Weiße von alltäglichen Rassismuserfahrungen betroffenen seien. Frances Lee Ansley definierte den Begriff folgendermaßen:

„Mit 'weißer Vorherrschaft' will ich nicht nur auf den bewussten Rassismus weißer suprematistischer Hassgruppen anspielen. Ich beziehe mich stattdessen auf ein politisches, wirtschaftliches und kulturelles System, in dem Weiße in überwältigender Weise Macht und materielle Ressourcen kontrollieren, bewusste und unbewusste Vorstellungen von weißer Überlegenheit und weißem Anspruch weit verbreitet sind und Beziehungen von weißer Dominanz und nicht-weißer Unterordnung täglich in einem breiten Spektrum von Institutionen und sozialen Kontexten nachgelebt werden“

### Kritik
Mike Cole kritisiert das Konzept der White Supremacy – wie sie in der Critical Race Theory verstanden wird – aus einer marxistischen Perspektive: Das Konzept werde teilweise losgelöst von historischen oder materiellen Bedingungen gebraucht und lenke so die Aufmerksamkeit davon ab, wie der Rassismus (historisch) auch mit dem Kapitalismus verbunden sei. Aus der marxistischen Perspektive wird die Einteilung der Menschen in unterschiedliche Bevölkerungsgruppen wegen ihrer Herkunft, ihres Aussehens oder ihrer Lebensgewohnheiten („Rassifizierung“) als eine soziale Konstruktion verstanden, die von der herrschenden Politik oder den kapitalistischen Unternehmen vorgenommen werde, um die Arbeiterschaft zu teilen und einfacher lenken zu können.
Ferner kritisiert Cole, dass der Ausdruck impliziere, alle Weißen würden einer einheitlichen, hegemonialen Gruppe angehören. Dadurch würde aus dem Blickfeld geraten, dass viele Weiße aus der Arbeiterklasse ebenso wie Nicht-Weiße zu den unteren Schichten der Gesellschaft gehören würden und ebenfalls schlechtere Chancen im Leben hätten als die oberen Schichten.
Des Weiteren hält Cole es für kontraproduktiv, White Supremacy als Erklärung für Rassismuserfahrungen darzustellen, wenn es darum geht, den Rassismus durch die kapitalistischen Produktionsweisen tatsächlich auch zu überwinden. Um diese Verhältnisse zu ändern, sei es entscheidend, die gesamte Arbeiterklasse zu vereinen. Es sei jedoch unwahrscheinlich, dass sich Arbeiter gegen eine behauptete White Supremacy vereinen lasse. Analog dazu kritisiert Conor Friedersdorf von The Atlantic, dass White Supremacy in seiner akademischen Bedeutung, die von der Alltagsdefinition abweicht, in öffentlichen Debatten missverstanden werden könnte und Argumente so abschreckend wirkten, anstatt den Leser zu überzeugen.

## Postkoloniale Theorie
Die in dem Rahmen der postkolonialen Theorien entstandenen Critical Whiteness Studies (kritische Weißseinsforschung) bezeichnen nicht nur explizite Normsetzungen von Weiß-Sein … im Kontext von Kolonialismus, Rechtsextremismus und Apartheid als Form der Machtausübung und Herrschaft, sondern richten die Aufmerksamkeit mit dem Begriff White Supremacy (bell hooks) auch auf das Phänomen, dass die in von Weißen dominierten Gesellschaften gebildeten Normen nicht nur als überlegen angesehen werden, sondern auch als „neutral“ und „normal“ verallgemeinert und objektiviert werden. Gleichzeitig entziehen sie sich damit der kritischen Reflexion. White Supremacy maskiere demnach auch die „eigenen“ weißen Privilegien und machten diese für weiße Positionen unsichtbar. Während einerseits „White Supremacy“ einen mythischen Charakter bekomme und die Machtverhältnisse verschleiert würden, bleiben die Auswirkungen der Normierung Weißsein in den Erfahrungen und Vorstellungen derjenigen, die nicht in der Kategorie weiß wahrgenommen werden, eine Gewaltstruktur, die bis hin zum „Terror“ reiche. So zeige sich die White Supremacy auch an den Universitäten, an denen die weiße Norm bestimmt, wer etwas zu sagen hat, also „Wissen“ definiert und im Zentrum des Diskurses steht, und wessen „Wissen“ nicht als „objektiv“ wahrgenommen wird, sondern als „Erfahrung“.